# Chirotica albobasalis
Chirotica albobasalis är en stekelart som beskrevs av Horstmann 1983. Chirotica albobasalis ingår i släktet Chirotica och familjen brokparasitsteklar. Inga underarter finns listade i Catalogue of Life.